# Agnetina elegantula
Agnetina elegantula is een steenvlieg uit de familie borstelsteenvliegen (Perlidae). De wetenschappelijke naam van de soort is voor het eerst geldig gepubliceerd in 1905 door Klapálek.